# Isshin Chiba
Isshin Chiba (千葉 一伸, Chiba Isshin, 26 de junho de 1968) é um dublador japonês que apareceu em 35 filmes desde que começou a atuar em 1990 e é mais conhecido por fazer a voz de Jin Kazama da série Tekken.

## Biografia
Isshin Chiba nasceu em Kesennuma, Miyagi, no Japão. Ele se formou na Escola Secundária Kesennuma da Prefeitura de Miyagi. Depois de terminar o ensino médio, ele teve a ideia de se tornar ator de teatro. No entanto, por não ter experiência em tais atividades extracurriculares em particular, ele frequentou a Academia de Dublagem de Katsuma em Tóquio. Ele começou sua carreira como dublador aos 22 anos em 1990. Em 1997, ele conseguiu o papel pelo qual é mais conhecido, o papel de Jin Kazama da série de jogos de luta Tekken. A partir de Tekken 3, ele dublou Jin em todos os outros jogos Tekken, incluindo crossovers Namco × Capcom, Street Fighter × Tekken, Project X Zone, Project X Zone 2, The King of Fighters All Star e adaptações Tekken: Blood Vengeance e a dublagem japonesa do filme de ação Tekken. Isso faz de Isshin Chiba o sexto ator a interpretar um personagem de videogame por mais tempo, atrás de Ed Boon, que dá voz a Scorpion de Mortal Kombat, Takenobu Mitsuyoshi que dá voz a Kage Maru de Virtua Fighter, Shin-ichiro Miki que dá voz a Akira Yuki de Virtua Fighter, Joseph D. Kucan, que dá voz a Kane de Command & Conquer e Charles Martinet que dá voz a Mario.

## Filmografia

### Animação televisiva
- Karasu Tengu Kabuto (1990) – Chiryû
- Casshan: Robot Hunter (1993) – Operator
- Science Ninja Team Gatchaman (1994) – Galactor Soldier, Submarine Operator
- Mobile Suit Gundam Wing (1995) – Soldier A, General Septum
- Sailor Moon Super S (1995) – Kitakata
- Magical Girl Pretty Sammy (1995–1997) – Chibiroku
- Detective Conan (1996) – Kazunobu Chiba
- Mysterious Theft Saint Tail (1996) – Joseph, make student, male student A & C, Police Officer, Police Officer A & B, Reporter, student A & worker B
- Great Teacher Onizuka (1999) – Ryuji Danma, Hiroshi Kochatani
- Infinite Ryvius (1999) – Stein Heiger
- s-CRY-ed (2001) – Emergy Maxfell
- Kirby of the Stars (2001–2003) – Monsieur Goan, Yamikage
- The Prince of Tennis (2001–2005) – Michael Lee
- Daigunder (2002) – Eagle Arrow, Trihorn
- Mobile Suit Gundam SEED (2002) – Arnold Neumann, Ledonir Kisaka
- .hack//SIGN (2002) – Silver Knight
- Chobits (2002) – Zima
- Transformers Micron Legend (2002) – Sandstorm, Silverbolt
- Naruto (2003) – Shiken-kan
- F-Zero Falcon Densetsu (2003) – Clash, John Tanaka, Clank Hughes
- Transformers Superlink (2004) – Sandstorm/Snowstorm, Superion
- Rockman EXE Stream (2004) – Barrel
- Samurai Champloo (2004–2005) – Ichiemon
- Law of Ueki (2005) – Grano
- Ginban Kaleidoscope (2005) – Kazuya Nitta
- Rockman EXE Beast (2005) – Barrel
- One Piece (2005–2011) – Mikazuki, Hammond, Gladius
- D.Gray-Man (2006) – 65
- Futari wa Pretty Cure Splash Star (2006) – Karehaan
- Shooting Star Rockman Tribe (2007) – Empty
- The Story of Saiunkoku (2007–2008) – Anju Ryo
- Junjou Romantica (2008) – Keiichi Sumi
- Phantom ~Requiem for the Phantom~ (2009) – Scythe Master, Giuseppe
- Bleach (2009) – Koga Kuchiki
- Beyblade: Metal Fury (2011) – Johannes
- Accel World (2012) – Araya
- Kindaichi Case Files R (2014) – Byron Lee
- Naruto Special: Battle at Hidden Falls. I am the Hero! (2015) – Shibuki
- Saint Seiya: Soul of Gold (2015) – Eikþyrnir Surt
- Gintama (2015) – Ikeda Yaemon 18th
- Attack on Titan (2018) – Roger
- Scarlet Nexus (2021) – Fubuki Spring[4]
- Boruto: Naruto Next Generations (2022) – Batora Kuromori

### Filmes
- Big Wars (1993) – Operator
- Detective Conan: Captured In Her Eyes (2000) – Detective Chiba
- Doraemon: Nobita and the Winged Braves (2001) – Crow Guard
- Detective Conan: Countdown to Heaven (2001) – Detective Chiba
- Rockman EXE Hikari to Yami no Program (2005) – Barrel
- Detective Conan: The Private Eyes' Requiem (2006) – Officer Chiba
- Tekken: Blood Vengeance (2011) – Jin Kazama[5]
- Lupin the 3rd vs. Detective Conan: The Movie (2013) – Detective Chiba
- Thunderbolt Fantasy: The Sword Of Life And Death (2017) – Tie Di Xian[4]
- The Legend of the Galactic Heroes: Die Neue These Seiran (2019) – Arthur von Streit[6]

### Jogos eletrônicos
- Magical Drop II (1996) – Magician
- Street Fighter III: New Generation (1997) – Sean Matsuda
- Tekken 3 (1997) – Jin Kazama[4]
- Vampire Savior: The Lord of Vampire (1997) – Jedah Dohma
- Street Fighter III 2nd Impact: Giant Attack (1997) – Sean Matsuda
- Rival Schools: United by Fate (1997) – Kyosuke Kagami
- Devil Summoner: Soul Hackers (1997) – Judah Singh[4]
- Legend of Legaia (1998) – Gi Delilas[4]
- JoJo's Bizarre Adventure (1998) – DIO
- Tekken Tag Tournament (1999) – Jin Kazama
- Breath of Fire IV (2000) – Fou-Lu, Cray[4]
- Project Justice (2000) – Kyosuke Kagami
- Grandia II (2001) – Melfice
- Tekken 4 (2001) – Jin Kazama
- Capcom vs. SNK 2: Millionaire Fighting 2001 (2001) – Kyosuke Kagami
- Tekken Advance (2001) – Jin Kazama
- .hack//Mutation (2002) – Silver Knight[4]
- Tales of Destiny 2 (2002) – Magnadeus
- .hack//Outbreak (2002) – Silver Knight[4]
- Star Ocean: Till the End of Time (2003) – Albel Nox[4]
- Nightshade (2003) – Agent[4]
- Capcom Fighting Jam (2004) – Jedah Dohma
- Tekken 5 (2004) – Jin Kazama
- Romancing SaGa: Minstrel Song (2005) – Gray[4]
- Namco × Capcom (2005) – Jin Kazama, Minamoto no Yoshitsune[4]
- Fist of the North Star (2005) – Lei
- Mermaid Prism (2006)
- Tekken 6 (2007) – Jin Kazama
- Cross Edge (2008) – Jedah Dohma
- .hack//Link (2010) – Silver Knight
- Tekken Tag Tournament 2 (2011) – Jin Kazama
- Tekken 3D: Prime Edition (2012) – Jin Kazama
- Street Fighter X Tekken (2012) – Jin Kazama[4]
- Project X Zone (2012) – Jin Kazama, Jedah Dohma[7][8]
- Tekken Revolution (2013) – Jin Kazama
- The Evil Within (2014) – Joseph Oda
- Dragon Ball Xenoverse (2015) – Time Patroller - Male 6
- Tekken 7 (2015) – Jin Kazama[9]
- Project X Zone 2 (2015) – Jin Kazama[4]
- Dragon Ball Xenoverse 2 (2016) – Time Patroller
- The King of Fighters All Star (2019) – Jin Kazama[10]
- Scarlet Nexus – Fubuki Spring[4]